# 山浦広幸
山浦 広幸（やまうら ひろゆき、1981年9月14日 - ）は、日本の元子役。

## 来歴・人物
- 活動当時はN.A.C.に所属していた。
- 1980年代後半から90年代前半にかけて子役として活躍。
- 1992年度に放映されたスーパー戦隊シリーズ・メタルヒーローシリーズの双方にゲスト出演を果たしている。

## 出演作品
テレビドラマ
- うさぎの休日（NHK, 1988年12月3日）- 平山 幸太 役[1]
- 春日局（NHK, 1989年1月1日 - 12月17日）- 七之丞（稲葉 正定の幼少期）役
- 特捜エクシードラフト 第42話（ANB, 1992年11月29日）- 吉田 卓郎 役
- 恐竜戦隊ジュウレンジャー 第45話（ANB, 1993年1月8日）- 光一 役